# Blackburn Olympic F.C.
Blackburn Olympic FC var en fodboldklub i Blackburn, England, der eksisterede i slutningen af 1800-tallet. På trods af at klubben kun eksisterede lidt over et årti, satte den markante aftryk i den engelske fodboldhistorie i 1883, da den som den første klub fra Nordengland og den første arbejderklub vandt landets fornemste turnering, FA Cup'en. Turneringen var indtil da udelukkende blevet vundet af rige amatørklubber fra det sydøstlige England (Home counties), og Olympic's sejr var begyndelsen på fodboldens overgang fra en fritidsbeskæftigelse for overklassen til en professionel sport.
Klubben blev dannet i 1878 og deltog i begyndelsen kun i mindre, lokale turneringer. I 1880 tilmeldte klubben sig FA Cup for første gang, og tre år senere besejrede den Old Etonians i finalen på Kennington Oval. Denne sejr var en medvirkende faktor i FA's beslutning to år senere om at tillade professionalisme. Olympic viste sig imidlertid ude af stand til at konkurrere med rigere og bedre støttede klubber i den professionelle æra og lukkede i 1889.
De fleste af Olympics hjemmekampe blev spillet på stadionet Hole-i'-th-Wall, der var opkaldt efter nabopubben. Fra 1880 og frem var klubbens førstevalg som spilledragt lyseblå trøjer og hvide shorts. Én Olympic-spiler, James Ward, blev udtaget til Englands fodboldlandshold, og seks andre spillere, der senere blev udtaget til landsholdet, havde tidligere spillet for klubben, herunder Jack Hunter, som var klubbens træner, da den vandt FA Cup'en.

## Historie

### Oprettelsen og de første år
Fodbold blev udviklet i 1860'erne i det sydlige England og blev spillet af hold med tidlige privatskoleelever fra overklassen og studerende fra Oxford og Cambridge University. I løbet af det følgende årti spredte spillet sig imidlertid nordpå til industribyerne.  I 1877 fandtes der i Blackburn mindst et dusin aktive fodboldklubber, hvoraf Blackburn Rovers, grundlagt i 1875, generelt blev betragtet som det førende hold. Blackburn Olympic FC blev grundlagt i februar 1878, da to af disse klibber, Black Star og James Street, valgte at fusionere. Navnet blev valgt af James Edmondson, klubbens første kasserer, og er muligvis inspireret af den nye udgravning af Olympia, hvor antikkens olympiske lege blev afviklet. Den nye klubs første kamp var en venskabskamp, der blev spillet den 9. februar 1878, der blev vundet 2-0 over St. John's FC. I april deltog klubben i den første turnering, Livesey United Cup. Olympic vandt turneringen ved at besejre St. Mark's FC i finalen, og eftersom turneringen ikke blev afholdt igen, vandt klubben trofæet til ejendom. De næste to sæsoner fortsatte klubben med at spille venskabskampe og deltog også i Blackburn Association Challenge Cup, en cupturnering åben for alle lokale klubber arrangeret af fodboldens styrende organ i Blackburn. Olympic vandt turneringen i både 1879 og 1880, hvorefter den ophørte med at blive spillet, fordi Blackburn Association blev optaget i det større Lancashire County Football Association. Og lige som Livesey United Cup forblev trofæet derfor i Olympics besiddelse i resten af klubbens levetid.
I 1880 besluttede klubbens udvalg, at Olympic skulle konkurrere om større præmier, og man valgte derfor at tilmelde sig til yderligere to turneringer, Lancashire Senior Cup og Football Association Challenge Cup (FA Cup), landets førende fodboldturnering. I klubbens første FA Cup-kamp blev "de lyseblå" besejret 5-4 af Sheffield FC, og den følgende sæson tabte holdet igen i 1. runde, denne gang på udebane til Darwen FC. Klubbens anseelse var imidlertid stigende, og der blev nu arrangeret kampe med hold længere væk fra såsom Sheffield Wednesday, Nottingham Forest og endda skotske klubber som Cowlairs og Hibernian. Klubbens stigende udgifter blev klaret med hjælp fra Sydney Yates, en lokal jernstøberiejer, som investerede en stor sum penge i klubben og fortsatte med at finansiere dens aktiviteter i hovedparten af dens levetid. I slutningen af sæsonen 1881-82 besejrede Olympic lokalrivalerne Blackburn Rovers i kampen om sejren i East Lancashire Charity Cup.

### De store succeser
Uddybende artikel: FA Cup 1882-83.
I FA Cup 1882-83 vandt Olympic over fire andre klubber fra Lancashire, Accrington, Lower Darwen, Darwen Ramblers og Church, hvorved klubben nåede femte runde. I 5. runde blev "de lyseblå" trukket mod det walisiske hold Druids. Olympic vandt 4-1 over holdet fra Ruabon og gik dermed videre til semifinalerne, hvor de for første gang mødte et hold fra Sydengland, Old Carthusians. Old Carthusians var et hold for tidligere elever på Charterhouse School og havde vundet FA Cup to år tidligere, og selv de lokale aviser i Blackburn anså Old Carthusians som favorit til at komme i finalen igen. Men Olympic vandt 4-0 på neutral bane i Whalley Range, Manchester, og gik dermed videre til finalen mod et andet af de store amatørhold, Old Etonians, på Kennington Oval. Old Etonians havde besejret Olympics lokalrivaler Blackburn Rovers i finalen i 1882, da et hold fra Nordengland for første gang havde spillet sig frem til finalen, og var derfor turneringens forsvarende mestre.
Inden finalen arrangerede den tidligere engelske landsholdsspiller Jack Hunter, der var kommet til klubben i 1882 og som var spillende træner, en træningslejr i Blackpool i adskillige dage. Sådan et tiltag var havde man ikke tidligere set, og det blev anset for en ekstremt banebrydende ide.
Old Etonians kom foran 1-0 i finalen, da Harry Goodhart scorede i første halvleg, men Arthur Matthews udlignede for Olympic i anden halvleg. Kort tid efter blev Arthur Dunn skadet og tvunget til at forlade banen, hvilket reducerede de forsvarende mestres hold til 10 mand i resten af kampen. Stillingen efter 90 minutter var stadig uafgjort 1-1, og dommeren besluttede i samråd med anførerne at spille forlænget spilletid for at fremtvinge en afgørelse. I den forlængede spilletid begyndte Olympics overlegne udholdenhed at vise sig, og efter ca. 20 minutter modtog Jimmy Costley en aflevering fra John Yates og scorede vindermålet ved at sparke bolden forbi Etonian-målmanden John Rawlinson. Da holdet vendte hjem til Blackburn, deltog spillerne i en parade og holdets anfører Albert Warburton udtalte at "The Cup is very welcome to Lancashire. It'll have a good home and it'll never go back to London."
I Sydengland blev Olympics sejr over et af de store amatørhold mødt med forfærdelse. På den tid havde The Football Association (the FA), sportens styrende organ, forbudt klubberne at betale deres spillere. Ikke desto mindre havde arbejderklubber, særligt dem fra Lancashire, siden 1876 været mistænkt for at foretage ulovlige udbetalinger til spillerne. I kølvandet på Olympics højprofilerede sejr intensiverede journalister og ledere tilknyttet amatørklubberne fra Sydengland opfordringerne til FA om at undersøge de nordlige klubbers økonomi. De fokuserede især på Olympics træningstur til Blackpool, og antydede, at spillerne ikke ville have haft mulighed for at tage så lang tid fri, medmindre klubben betalte dem en eller anden form for løn. Der blev også stillet spørgsmål om spillere, der havde flyttet fra en by til en anden, udelukkende for at spille for et nyt fodboldhold. F.eks. var Jack Hunter flyttet fra Sheffield til Blackburn for at spille for Olympic. I sidste ende havde det ingen konsekvens for Olympic, men der blev uddelt straffe til andre klubber, herunder Preston North End, som blev smidt ud af FA Cup'en. Dette fik i sin tur de nordlige klubber til at planlægge at melde sig ud af FA og i stedet danne et rivaliserende forbund, der ikke påtvang klubberne det såkaldte "amatørideal".

### Nedtur og lukning
Næste sæson nåede Olympic igen frem til FA Cup'ens semifinaler, lige som Blackburn Rovers. Da lodtrækningen til semifinalerne blev afholdt, blev klubben parret med Queen's Park i den ene kamp og Rovers med Notts County i den anden, hvilket gav mulighed for at de to Blackburn-klubber kunne mødes i finale. Olympic blev imidlertid udspillet af deres skotske modstandere og tabte 4-0. Klubben afgav en protest mod resultatet baseret på af nogle af de 16.000 tilskuere var trængt ind på banen, men det fik de ikke noget ud af. I finalen vandt Rovers over Queen's Park.
Herefter opnåede klubben aldrig mere succes på så højt niveau. I 1884-85 tabte Olympic i anden runde af FA Cup'en til rivalerne fra Rovers, som efterfølgende cementerede sin position som byen førende hold ved at vinde turneringen for andet år i træk. Truslen om en opsplitning af FA blev afværget i 1885, hvor forbundet accepterede at tillade professionalisme. I en by af Blackburns størrelse fandt Olympic det imidlertid svært at konkurrere om tilskuere og sponsorer med den mere succesrige klub Rovers, der også havde en længere historie. Olympic kunne ikke tilbyde lige så høje lønninger som de andre professionelle klubber i Lancashire, og i 1886 blev klubben nødt til at nedsætte spillernes lønninger til en fjerdedel af det beløb, som eksempelvis Preston North End kunne tilbyde. Mange af holdets nøglespillere reagere ved at forlade klubben og blev hurtigt optaget af rigere klubber.
Verdens første fodboldliga, The Football League, blev dannet i 1888 af de førende klubber i Midlands og Nordengland. Aston Villas formand, William McGregor, var drivkraften bag den nye turnering og indførte en regel om at kun ét hold fra hver by kunne deltage i ligaen. Og Rovers blev foretrukket frem for Olympic som Blackburns repræsentant. Nogle af de klubber, der ikke blev inviteret til at deltage i ligaen, herunder Olympic, dannede i stedet ligaen The Combination, men det blev en dårligt organiseret turnering, som kun tiltrak få tilskuere og kuldsejlede inden slutningen af den første sæson. Klubben var plaget af stor gæld, og bestyrelse annoncerede i begyndelse af 1889, at alle professionelle spillere blev løst fra deres kontrakt med øjeblikkelig virkning, og at klubben fremover kun ville beskæftige amatørspillere. Dette desperate tiltag var dog ikke nok til at redde klubben, der lukkede i september 1889. Blackburn Olympics sidste kamp var et nederlag på udebane til Everton. I 1959 blev en amatørklub uden tilknytning til den oprindelige klub stiftet under navnet Blackburn Olympic.

### Rivaliseringer
Blackburn Olympics hovedrival var Blackburn Rovers. Den første kamp mellem de to klubber blev spillet i februar 1879 og endte med en 3–1-sejr til Olympic. Klubberne spillede mod hinanden 40 gange i alt, men Olympic vandt kun seks af disse opgør. Rivaliseringen blev særlig drabelig i september 1884, hvor Rovers' sekretær i en tid med beskyldninger om, at klubberne forsøgte at kapre hinandens stjernespillere, sendte et telegram til Olympic-sekretæren, hvor han oplyste at hans klub ikke ville spille flere kampe mod Olympic sæsonen 1884–85. I december trak klubberne imidlertid hinanden som modstandere i FA Cup'en, og kampene mellem de to rivaler blev genoptaget senere samme sæson. Klubbernes sidste kamp var en velgørenhedskamp til fordel for Olympic i februar 1889, som Rovers vandt 6–1. Olympic var i økonomisk knibe og Rovers gav derfor klubben lov til at beholde alle entreindtægterne i stedet for at dele dem.

## Stadioner og tilhængere
Olympics første kamp foregik på en bane ejet af Blackburn Cricket Club, placeret i det åbne landskab ved Higher Oozebooth. I klubbens første 18 måneder spillede Olympic hjemmekampe forskellige steder i Blackburn, herunder på Roe Lee og Cob Wall. I 1879 lejede klubben en bane ved siden af pubben Hole-i'-th'-Wall på toppen af Shear Brow. Banen havde tidligere været anvendt af en anden klub, Queen's Own, men var blevet ledig efter at den klub lukkede fordi de fleste af spillerne skiftede til Blackburn Rovers.

## Spillere
Holdet, der vandt FA Cup i 1883 bestod af elleve spillere født i England, og det var første gang at et rent engelsk hold vandt turneringen. Holdet spillede i denne opstilling:
| Position | Spiller(e)                                                                |
| -------- | ------------------------------------------------------------------------- |
| Målmand  | Thomas Hacking                                                            |
| Forsvar  | James Ward, Albert Warburton                                              |
| Midtbane | Tommy Gibson, Jack Hunter, William Astley                                 |
| Angreb   | Tommy Dewhurst, Arthur Matthews, George Wilson, Jimmy Costley, John Yates |

## Titler
Klubben vandt følgende titler:
- FA Cup – 1883
- East Lancashire Charity Cup – 1882
- Blackburn Association Challenge Cup – 1879, 1880
- Livesey United Cup – 1878

Den eneste turnering, som klubben deltog i men aldrig vandt, var Lancashire Senior Cup.